# Marcel Bélanger
Pour les articles homonymes, voir Bélanger.
Marcel Bélanger, né à Berthierville le 5 juin 1943 et mort le 11 mai 2010 à l'âge de 66 ans, deux mois avant son 67e anniversaire, est un écrivain québécois qui s'exprime en poésie, fiction et essai. C'est en 2004, à l'occasion de la publication de Cela seul qu'il prend le nom de plume de Kraxi. Par conséquent, toute réédition et tout nouveau ouvrage paraitront sous ce pseudonyme.
Il possède une licence en lettres de l'Université Laval (1968) et une maitrise et un doctorat de l'Université d'Aix-en-Provence (1972). 
Le fonds d'archives de Marcel Bélanger (P892) est conservé au centre BAnQ Vieux-Montréal de Bibliothèque et Archives nationales du Québec. 

## Biographie
De 1972 à 2000, professeur au Département des Littératures de la Faculté des Lettres de l'Université Laval où il est nommé professeur titulaire en 1982, et où il  exerce au cours des années plusieurs fonctions administratives. 
Il est directeur de la revue Livres et Auteurs québécois de 1975 à 1978 et de la revue Estuaire à partir de 1980. En 1976, il fonde les Éditions Parallèles qu'il dirige jusqu'en 1980. 
De 1990 à 1993, il vit en France et en Tunisie. 
Tout en animant des ateliers d'écriture, au début des années 1982, il se retire des milieux littéraires pour se consacrer à son œuvre et vit en ermite. 
Au cours de cette même période, incapable de séparer le vivre de l’écrire, il s’intéresse avec passion à toute démarche, psychologique, philosophique ou sociologique susceptible de changer l’être humain, persuadé que la révolution n’a de sens que dans la transformation de l’individu par lui-même, lui qui a horreur des groupes d’où émergent toujours ambitions et pouvoirs.

## Œuvres
- Pierre de cécité, poèmes, Montréal, Éditions Atys, 1962.
- Prélude à la parole, poèmes, Montréal, Librairie Déom, 1967.
- Plein-vent, poèmes, Montréal, Librairie Déom, 1970.
- Saisons sauvages, poème, Québec, Éditions Parallèles, 1976.
- Fragments panique, proses, Québec, Éditions Parallèles, 1978.
- Infranoir, poèmes, Québec et Montréal, Éditions Parallèles-L'Hexagone, 1978.
- Migrations, poèmes Montréal, Éditions de l'Hexagone, 1979.
- Libre cours, essais, Montréal, Éditions Primeur, 1983.
- Strates, poèmes, Paris, Éditions Flammarion, 1985.
- L'espace de la disparition, poèmes, Montréal, Éditions de l'Hexagone, 1990.
- La dérive et la chute, roman, Montréal, Éditions de l'Hexagone, 1991.
- Libre cours, essais, Édition corrigée et augmentée, Montréal, Éditions de l’Hexagone, 1993.
- D’où surgi, poèmes, Montréal, Éditions de l’Hexagone, 1994.
- Orf Effendi, chroniqueur, roman, Montréal, Éditions de l’Hexagone, 1995.

Sous le nom d'Emmanuel Kraxi
```
Cela seul
, poèmes, Montréal. Éditions de l'Hexagone, 2004
```

Sous le nom de Kraxi
```
Le premier abécédaire de David Kurzy, 
 Montréal, Éditions de l'Hexagone, 2009

Le second abécédaire de David Kurzy, 
 Montréal, Éditions de l'Hexagone, 2010
```

## Honneurs
- 1979 -finaliste  Prix du Gouverneur général
- 1993 - deuxième finaliste au grand prix du Festival de poésie de Trois-Rivières